# Municipio de Monterey (Nebraska)
El municipio de Monterey (en inglés: Monterey Township) es un municipio ubicado en el condado de Cuming en el estado estadounidense de Nebraska. En el año 2010 tenía una población de 205 habitantes y una densidad poblacional de 2,19 personas por km².

## Geografía
El municipio de Monterey se encuentra ubicado en las coordenadas 41°46′57″N 96°50′36″O / 41.78250, -96.84333. Según la Oficina del Censo de los Estados Unidos, el municipio tiene una superficie total de 93.44 km², de la cual 93,4 km² corresponden a tierra firme y (0,04 %) 0,04 km² es agua.

## Demografía
Según el censo de 2010, había 205 personas residiendo en el municipio de Monterey. La densidad de población era de 2,19 hab./km². De los 205 habitantes, el municipio de Monterey estaba compuesto por el 99,51 % blancos y el 0,49 % eran de una mezcla de razas. Del total de la población el 3,41 % eran hispanos o latinos de cualquier raza.